# Shams Pahlaví
Shams Pahlaví (* Teherán, 28 de octubre de 1917 - Santa Bárbara, 29 de febrero de 1996) fue la hermana mayor de Mohammad Reza Pahlaví, último shah de Irán, y miembro de la casa Pahlaví. Su título fue el de Shahdokht.

## Biografía
Shams Pahlaví nació el 28 de octubre de 1917, siendo la segunda hija del oficial de la brigada cosaca de Ahmad Shah Qayar, Reza Jan Mirpanŷ Savadkuhí, comandante del regimiento de Hamadán (conocido como tras su coronación como Reza Shah Pahlaví) (1877-1944), habida con la segunda esposa de este, Nimtaŷ Ayromlú, después conocida como Tadj ol-Molouk Ayromlú.

## Matrimonios y descendencia
La princesa contrajo matrimonio en dos ocasiones.
La primera con el Teniente General Feridoun Jam en 1937, hijo del entonces primer ministro de Irán, Mahmoud Jam, siguiendo estrictas órdenes de su padre, el sah. Pero el matrimonio no fue feliz y se divorciaron en cuanto falleció Reza Shah.
En segundo lugar contrajo matrimonio en 1945 con Mehrdad Pahlbod, quien fue posteriormente ministro de Cultura y de las Artes (de 1964 a 1978), con quien tuvo a sus tres hijos:
- Su Alteza el príncipe Shahbaz Pahlbod (Los Ángeles, 28 de septiembre de 1946).
- Su Alteza el príncipe Shahyar Juan Pedro Pahlbod (Los Ángeles, 21 de julio de 1949).
- Su Alteza la princesa Shahrazad Pahlbod (Los Ángeles, 12 de septiembre de 1952).

## En la ficción
Se realizó una película italo-alemana de televisión sobre la vida de su cuñada, la princesa Soraya, titulada Soraya (también llamada Princesa triste), que se emitió en 2003, y estuvo protagonizada por Anna Valle (Miss Italia 1995), como Soraya, y Erol Sander como el Shah. La actriz francesa Mathilda May interpretó a la princesa Shams Pahlaví.

## Títulos y tratamientos
Esta tabla aún no está actualizada. Puedes contribuir aportando información sobre títulos y tratamientos de esta persona.

## Distinciones honoríficas

### Distinciones honoríficas iraníes
- Dama de la Orden del Sol [de segunda clase] (26/09/1967).[3]
- Dama de la Orden de las Pléyades [de segunda clase] (11/10/1957).[3]
- Medalla Conmemorativa de la Coronación de Mohammad Rezā Shāh Pahlaví (26/10/1967).
- Medalla Conmemorativa del 2.500 Aniversario del Imperio de Irán (14/10/1971).
- Medalla Conmemorativa de la Celebración del 2.500 Aniversario del Imperio de Irán (15/10/1971).